# Frederick St. John, 2. Viscount Bolingbroke

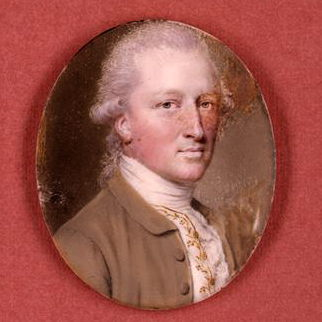
Frederick St. John, 2. Viscount Bolingbroke

Wappen des Frederick St. John, 2. Viscount Bolingbroke

Frederick St. John, 2. Viscount Bolingbroke (* 21. Dezember 1732; † 5. Mai 1787) war ein britischer Peer und Politiker.

## Leben
Er war der älteste Sohn des John St. John, 2. Viscount St. John aus dessen Ehe mit Anne Furnese, Halbschwester und Erbin des Sir Henry Furnese, 3. Baronet (1716–1735).
Er wurde am Eton College erzogen. Beim Tod seines Vaters erbte er 1748 dessen Adelstitel als 3. Viscount St. John und 3. Baron St. John of Battersea. Beim Tod seines Onkels Henry St. John, 1. Viscount Bolingbroke erbte er auch dessen Adelstitel als 2. Viscount Bolingbroke, 2. Baron St. John of Lydiard Tregoze und 6. Baronet, of Lidiard Tregoze. 
Von 1762 bis 1765 und von 1768 bis 1780 hatte er das Hofamt eines Lord of the Bedchamber inne.
1763 verkaufte er sein Anwesen in Battersea, Surrey, an den Viscount Spencer.

## Ehe und Nachkommen
1757 heiratete er die Malerin Lady Diana Spencer, Tochter des Charles Spencer, 3. Duke of Marlborough. Seine Gattin war von 1762 bis 1768 Hofdame bei Königin Charlotte. Mit Lady Diana hatte er zwei Söhne: 
- George Richard St. John, 3. Viscount Bolingbroke (1761–1824);
- Hon. Frederick St. John (1763–1844), Abgeordneter im House of Commons, General der British Army, Gutsherr von Chailey in Sussex.

Um 1763 ging er eine außereheliche Beziehung mit der Schauspielerin und Kurtisane Nelly O’Brien († 1768) ein, mit der er einen illegitimen Sohn hatte:
- Arthur St. John (* 1764).

Auch seine Gattin führte eine außereheliche Beziehung mit Topham Beauclerk, aufgrund derer Frederick am 10. März 1768 die Scheidung von ihr erwirkte.
Als er 1787 starb, erbte sein ältester Sohn George seine Adelstitel.